# 広田佐枝子
広田 佐枝子（ひろた さえこ、1946年または1947年 - ）は、日本の元卓球選手。現役時代は日本代表として世界卓球選手権で金メダル2個を含む複数のメダルを獲得し、日本卓球界の黄金期を代表する選手として活躍した。段級位は9段。

## 経歴
中学1年から卓球を始め、広島県立大竹高等学校を経て専修大学に入学。
1967年度、ストックホルム (スウェーデン) で行われた世界選手権ではシングルスで16強。森沢幸子と出場した女子ダブルス準決勝ではスベトラーナ・グリンベル / ソージャ・ルドノワ組 (ソビエト連邦) に3-2で勝利。決勝では山中教子 / 深津尚子組 (日本) を3-0で下し金メダル。団体も金メダル獲得。シンガポールで開催されたアジア卓球選手権では森沢と出場した女子ダブルス、団体で金メダル獲得。
1968年度、全日本大学総合卓球選手権大会では福野美恵子と出場した女子ダブルスで優勝。全日本卓球選手権大会では福野と出場した女子ダブルス決勝で小和田敏子 / 今野安子組に敗れ準優勝。
1969年度、ミュンヘン (西ドイツ) で行われた世界選手権では森沢と出場した女子ダブルスで準々決勝敗退。河野満と出場した混合ダブルス準決勝で伊藤繁雄 / 小和田組 (日本) を3-1で下すも決勝は長谷川信彦 / 今野組 (日本) に0-3で屈し銀メダル。団体で銅メダル。世界ランク23位。

## 表彰
- 朝日スポーツ賞 - 1967年[9]